# مرستي
مرستي هي إحدى القرى اللبنانية، وهي من قرى قضاء الشوف في محافظة جبل لبنان.وواحدة من قرى محمية الشوف الطبيعية.

## التسمية
يعود التسمية مرستي Mristi إلى اللغة الفينيقية وتعني الإرث (من جذر يرش) يقابله في العربية يرث 

عرفت خلال حكم الإمارة التنوخية باسم المريستة. مما يؤكد وجودها قرية آهلة بالسكان منذ بداية تواجد التنوخيين، واستقرارهم في الجبل.

## الموقع
تقع مرستي على هضبة متدرجة في السفح الغربي لجبل الباروك أحد جبال سلسلة جبال لبنان الغربية. ويبلغ معدّل ارتفاع بيوتها عن سطح البحر حوالي 1300 متر. فيما ترتفع ساحة البلدة 1250 متر فقط عن سطح البحر. أما معدّل ارتفاعها ككل فيتراوح بين ال1032 و1870 متر عن سطح البحر، عند قمة جبل مرستي (جبل الباروك)، وهي أعلى قرية في قضاء الشوف. تبعد عن مركز القضاء بيت الدين 18 كلم وعن بيروت 60 كلم. تحدها معاصرالشوف، الخريبة، بعذران، وجباع من قرى الشوف؛ وصغبين في البقاع الغربي.

## مناخها
- بارد في فصل الشتاء حيث تتساقط الثلوج وتكسو جبالها حلّة بيضاء.
- معتدل في الصيف، إذ يساهم في اعتدال مناخها كثافة الأشجار الحرجية، وأشجار البساتين المثمرة.

## معالمها
- تتميز مرستي بوجود سنديانة ضخمة تقع على مقربة من عين الغابة على التلة الوسطى ويبلغ عمرها حوالي الألفين سنة. وتشتهر بإنتاجها العسل وبزراعة التفاح (إذ تعتبر من أكثر وأشهر البلدات إنتاجاً للتفاح في لبنان) والكرز والكستناء والتين والعنب وبتربتها الغنية بسماد الأرض الطبيعي. إضافة إلى ذلك فإن البلدة تختزن مجموعة من العيون المائية منها عين ياقوتي، وعين الغابة، ونبع جعيتا، عين التحتى، عين الساحة، عين عبدللا، عين الجديدة، عين الحلّال، عين العريض، نبع الديدبي، نبعة السن...

الثغرة
- تعرف بثغرة مرستي وهي منخفض يقع في قمّة الجبل على الطرق القديمة التي كانت تربط المناطق الواقعة غربي سلسلة جبال لبنان الغربية ابتداء من سواحل البحر الأبيض المتوسط بالمناطق الواقعة شرق هذه السلسلة امتداداً نحو الشام. كان يوجد في الثغرة مركز عسكري عثماني استمر حتى نهاية عهد المتصرفية.

السنديان الروماني
- وهو عبارة عن غابة من أشجار السنديان القديمة العهد الموجودة بكثرة على سفح الجبل في محلة ما يعرف ب«الحروف» وهي ثلاث تلال قريبة تعلو القرية من الجهة الشرقية حيث تنتشر أشجار السنديان المعمّرة. لم يعرف تاريخ زرع أشجار السنديان هذه بالتحديد، ولكن تسميتها وحجمها يدلان إلى قدم عهدها إذ يصل قطر بعضها إلى خمسة أمتار. تم مؤخراً شق درب سياحي يبدأ من وسط البلدة ويصعد باتجاه هذه الغابة مخترقاً قسماً منها مروراً بجبل الصوّان قبل أن يصل إلى الفاخورة وعين ياقوتة.

نبع جعيتا
- وهو نبع موسمي ينبع من سفح الجبل في المنطقة التي يحمل إسمها والواقعة في جنوب قرية مرستي. يرتبط وجوده برواية تاريخية حيث يقال أن أحد الأنبياء ضرب الصخرة بكفّه وغرز سيفه في الأرض، فخرجت المياه. ويعود تاريخ وجوده إلى مرحلة موغلة في التاريخ تعود الي تكون المنطقة المحيطة جغرافياً. وينبع من قلب صخرة كبيرة لا مثيل لها. وتحمل معاني طبيعية فريدة. في أذار ونيسان من كل سنة يتوافد السياح والزوار إلى نبع جعيتا من مناطق مختلفة من لبنان والعالم.

الفاخورة
- هي عبارة عن بناء معقود يعود للقرن التاسع عشر أو ما قبل. بقي منه غرفة واحدة توجد بالقرب من عين ياقوته. في العام 1947 تم استخدام وتجهيز هذا البناء لاستخدامه في صناعة الفخار التي كانت رائجة آنذاك ومنها أخذ المكان إسمه.

عين ياقوته
- وهي عين قديمة لربما تعود إلى العهد التنوخي. أخذت شهرة واسعة بسبب موقعها الهام لقربها من الطريق القديم الذي كانت ترتاده القوافل. فكانت محطة استراحة للعابرين من الشوف والساحل اللبناني إلى البقاع وبلاد الشام وبالعكس.

عين الغابة
- قد كانت لفترة طويلة إحدى مصادر مياه الشرب الأساسية لأبناء البلدة. تم تشييدها عام 1812 من قبل بشير جنبلاط (1775-1825) الذي اهتم بهذه العين نظراً لعذوبة مياهها وجمال موقعها. فعمل على إقامة بناء لها بشكل متقن. قنطرة مبنية من الحجر المنحوت مع مصب وجرن، وجرن آخر جانبي لسقاية المواشي، وصهريج لجمع المياه الفائضة لري المزروعات. وقد أرّخ الشاعر المعلم نقولا الترك بناء الشيخ بشير لهذه العين بالأبيات الشعرية التالية:

شيخ الشيوخ اعتنى بتجديدها كرماً...فهو البشير الذي طابت مآثره 

وحين أكملها نادى الؤرخ، يا الله رب العلى والعرش آجره

تم لاحقاً ومنذ ثلاثين عاماً حفرها مججداً وجرّ القسم الأكبر من مياهها إلى ساحة القرية. كنت العين تبعد عن مرستي حوالي ستمئة متر، وحالياً تجاوزها البناء لأكثر من ذلك. كانت النسوة والفتيات يذهبن من بيوتهن إلى العين حاملات الجرار الفخارية على أكتافهن لإحضار الماء.
عين التحتى
- كانت ولفترة طويلة العين الأساسية في البلدة، توجد قرب المعصرة. يستفاد من مياهها لري الأراضي المحيطة بها وطريقة جرّ المياه فيها تشبه المرحلة البيزنطية حيث مجاري المياه مصنوعة من الصخور المحفورة.

المعصرة
- أنشئت على رابية أخذت إسمها منها وهي تعرف حالياً بتلة المعصرة تقع في أسفل القرية في منطقة زراعية غنية.ويعود تاريخ بنائها إلى القرن الثامن عشر. تحولت المعصرة إلى أطلال متناثرة وبقية حجارة وجدران متهالكة نتيجة مرور الزمن وعدم الاستعمال.

الجسر القديم
- تم بنائه في عهد المتصرفية عام 1910 وهو يربط مرستي ببعذران عبر الطريق الرئيسية القديمة التي كانت فيما مضى تربط منطقة الشوف امتداداً الساحل اللبناني بالبقاع ودمشق. وهو بناء معقود على شكل قنطرة ومازال قائماً حتى اليوم.

البحيرات الزراعية
- أنشئ منذ العام 2003 وحتى اليوم عشر بحيرات زراعية، (أكبرها في جبل مرستي عام 2013). الهدف من إنشاء هذه البحيرات تأمين المياه للأراضي الزراعية بالإضافة إلى نشاطات السياحة البيئية وخاصة مراقبة الطيور والحيوانات.

## سكّانها
ينتمي سكّان مرستي إلى كافة طبقات المجتمع اللبناني. فهناك التجّار، والمزارعون، وصغار الصناعيين، والعمال في الإدارة والخدمات والتعليم وأصحاب الاختصاصات العالية (أهل النُظم الثلاث الأقدم، المهندسون والأطباء والمحامون)؛ وتعاني البلدة تخمةً في هذه المجالات الثلاث المهمة، ممّا يدفع الكثير منهم إلى مغادرة البلاد والسفر للعمل في الخارج، وأعدادهم أصبحت بالمئات في الولايات المتحدة الأميركية وكندا وأستراليا، وفي الخليج العربي وأفريقيا ودول الإتحاد الأوروبي والشرق الأقصى.

يعيش في مرستي اليوم ما يقارب ال2000 نسمة. وهؤلاء هم الذين يختارون مجلس بلديّتها (المؤلف من تسعة أعضاء) ومختارها. ويتوزعون على عشر عائلات: الدبيسي، زيدان، بشنق، أبوعلي، الحلواني، كنعان، عبد القادر، عزام، حمزة، القاضي.
لم تتوفر لدينا معلومات أو وثائق تبين تاريخ بداية قدوم هذه العائلات إلى قرية مرستي والإقامة فيها. لكن المرجح أن عائلة الدبيسي هي أولى العائلات التي قدمت إلى هذه القرية. ثم قدمت بعدها بقية العائلات تباعاً.

## الوصول إلى مرستي
- من بيروت: بيروت - الدامور - دميت - دير القمر - بيت الدين - السمقانية - جديدة الشوف - مختارة - خريبة الشوف - مرستي (60 كلم)
- من بيروت: بيروت - الدامور - دميت - بعقلين - جديدة الشوف - مختارة - خريبة الشوف - مرستي(60 كلم)
- من عاليه وبعبدا والمتن...: المديرج - عين دارة - عين زحلتا - الباروك - معاصر الشوف - خريبة الشوف - مرستي (35 كلم)
- من البقاع: ضهر البيدر - المديرج - عين دارة - عين زحلتا - الباروك - معاصر الشوف - خريبة الشوف - مرستي (40 كلم)
- من البقاع:كفريا - معاصر الشوف - خريبة الشوف - مرستي(30 كلم)
- من الجنوب: جزين - نيحا - جباع الشوف - مرستي (17 كلم)